# Kiskorna
Kiskorna (szlovákul: Krná) község Szlovákiában, a Besztercebányai kerületben, a Poltári járásban.

## Fekvése
Losonctól 27 km-re, északkeletre fekszik.

## Története
A település a 14. században keletkezett, 1435-ben említik először. 1573-ban "Korme Lehota" néven szerepel írott forrásban. A füleki váruradalomhoz tartozott, majd több nemes család birtoka volt. 1828-ban 39 házában 291 lakos élt. Lakói állattartással, faárukészítéssel, gyümölcstermesztéssel foglalkoztak.
Vályi András szerint: "KORNA. Krena. Tót falu Nógrád Várm. földes Urai Plati, és több Urak, lakosai külömbfélék, fekszik Berzenczének szomszédságában, és annak filiája, barátja ollyan mint Bisztriczkáé."
Fényes Elek geográfiai szótárában: "Korna, (Krna), Nógrád m. tót falu, magas hegyek közt Gömör vmegye szélén: 17 kath., 274 evang. lak., kik leginkább faeszközök készitéséből élnek. Roppant erdejében medve is találtatik. Határa sovány. F. u. Plathy Sámuel. Ut. p. Zelene." Archiválva 2007. szeptember 27-i dátummal a Wayback Machine-ben
Nógrád vármegye monográfiája szerint: "Kiskorna. (Azelőtt csupán Korna.) A gömöri határszél közelében, az Oszicsina nevű hegy alatt fekszik. Kisközség, 68 házzal és 402 tótajkú, ág. ev. vallású lakossal. Postája Ipolyróna, távírója és vasúti állomása Ipolyszele. A középkorban e község határában két helységet találunk; az egyik Kerna, a másik Kerna-Lehota. 1548-ban mindkettő Bebek Ferenczé volt, 1698-ban pedig Orlé Miklósé. 1715-ben és 1720-ban 1 magyar és 13 tót háztartást vettek föl itt az összeírásba s ekkor már a Csemitzky család volt a földesura. 1770-ben Csemitzky Péter és Gábor és Platthy András, 1826-ban pedig Platthy Sámuel. A Platthy család itteni birtokai a Vattayakra, majd a Horkovicsokra szállottak és jelenleg is Horkovics Gyulának van itt nagyobb birtoka, az övé az egykori Csemitzky-féle kúria is, mely a XVII. században épült, 1820-ban Platthy Sámuel renováltatta és hozzáépített. 1831-ben és 1873-ban ezt a községet sem kerülte el a kolera. Az itteni ág. h. ev. templom 1905-ben épült. A községhez tartoznak Oszicsina-, Nyeklen-, Ujvilág- és Závoda puszták."
A trianoni békeszerződésig Nógrád vármegye Losonci járásához tartozott.

## Népessége
| Év:            | 1994. | 2004.    | 2014.    | 2024.   |
| -------------- | ----- | -------- | -------- | ------- |
| Emberek száma: | 90    | 67       | 52       | 49      |
| Eltérés:       |       | -25,55 % | -22,38 % | -5,76 % |

| Év:            | 2023. | 2024. |
| -------------- | ----- | ----- |
| Emberek száma: | 49    | 49    |
| Eltérés:       |       | +0 %  |

1910-ben 426, többségben szlovák anyanyelvű lakosa volt, jelentős magyar kisebbséggel.
2001-ben 82 lakosából 79 szlovák volt.
2011-ben 51 lakosából 43 szlovák volt.
2021-ben 54 lakosából 2 magyar, 46 (+1) szlovák, 5 egyéb és 1 ismeretlen nemzetiségű volt.

## Nevezetességei
- Evangélikus temploma 1905-ben épült.
- Klasszicista kúriája 1820-ban épült a korábbi, 17. századi reneszánsz kúria helyén.

## Külső hivatkozások
- Községinfó
- Kiskorna Szlovákia térképén
- E-obce.sk Archiválva 2008. január 31-i dátummal a Wayback Machine-ben